# Ганнібал Магонід
Ганнібал, Ганнібал Магонід (фінік. 𐤇𐤍𐤁𐤏𐤋) — карфагенський полководець і державний діяч кінця V століття до н. е., син останнього онука Магона Великого Гісгона, небіж Ганнона Мореплавця.
У 410 до н. е. призначений головнокомандувачем (рабімаханатом) Карфагену.
У 409 до н. е. висадився із військом у Мотії. Еліми добровільно перейшли під владу Карфагена, Селінунт Ганнібал захопив попри відчайдушний спротив, а здобувши Гімеру, він її зруйнував разом з храмами — на знак помсти за загибель ганнібалового діда Гамількара у 480 до н. е.. Ганнібал взяв в облогу Акрагант, але невдовзі захворів і помер у 406 до н. е..